# Beirut (filme)
Beirut é um filme de drama estadunidense de 2018 dirigido e escrito por Brad Anderson e Tony Gilroy. Estrelado por Jon Hamm, Rosamund Pike, Dean Norris e Shea Whigham, estreou no Festival Sundance de Cinema em 22 de janeiro de 2018.

## Elenco
- Jon Hamm - Mason Skiles
- Rosamund Pike - Sandy Crowder
- Dean Norris - Donald Gaines
- Shea Whigham - Gary Ruzak
- Larry Pine
- Mark Pellegrino - Cal Riley
- Idir Chender - Karim Abu Rajal
- Ben Affan - Jassim/Rami
- Leïla Bekhti - Nicole
- Alon Abutbul - Roni Niv
- Kate Fleetwood - Alice
- Douglas Hodge - Sully
- Jonny Coyne - Bernard
- Mohamed Zouaoui - Fahmi
- Mohamed Attougui - Raffik